# Новая Академия
Но́вая Акаде́мия или А́льдовская академия (итал. Accademia Aldina, англ. New Academy), также Филологическая академия — в Венеции круг учёных (по-итальянски «академия»), объединённых Альдом Мануцием в 1495 году для редактирования печатавшихся типографией Мануция текстов классических авторов и корректирования их сочинений на греческом языке.
Академия объединяла тридцать виднейших учёных, они обсуждали каждое издаваемое сочинение, с целью подготовки его критического издания. Постановления, касавшиеся этого общества с 1502 года, были напечатаны в издании «Scripta tria longe rarissima a Jac. Morellio denuo edita et illustrata» Мануция (Бассано, 1806).